# Drybrough Cup 1979
Der Drybrough Cup wurde 1979 zum 5. Mal ausgespielt. Der schottische Fußball-Pokalwettbewerb, der vom Schottischen Fußballverband geleitet wurde, begann am 28. Juli 1979 und endete mit dem Finale am 4. August 1979 im Hampden Park von Glasgow. Am Wettbewerb nahmen die jeweils vier bestplatzierten Teams aus der ersten und zweiten schottischen Liga der Saison 1978/79 teil. Der Wettbewerb fand im K.-o.-Modus statt und bestand aus der 1. Runde, dem Halbfinale und dem Finale. Im Endspiel standen sich nach 1974 die Glasgow Rangers und Celtic Glasgow im Old Firm gegenüber. Die Rangers konnten sich für die Niederlage fünf Jahre zuvor mit einem 3:1-Sieg revanchieren.

## 1. Runde
Ausgetragen wurden die Begegnungen am 28. Juli 1979.
|                 | Ergebnis |                      |
| --------------- | -------- | -------------------- |
| Dundee United   | 3:0      | Dunfermline Athletic |
| FC Kilmarnock   | 1:0      | FC Aberdeen          |
| Glasgow Rangers | 1:0      | Berwick Rangers      |
| Celtic Glasgow  | 5:0      | FC Clydebank         |

## Halbfinale
Ausgetragen wurden die Begegnungen am 1. August 1979. 
|                | Ergebnis  |                 |
| -------------- | --------- | --------------- |
| Celtic Glasgow | 3:2 n. V. | Dundee United   |
| FC Kilmarnock  | 0:2       | Glasgow Rangers |

## Finale
| Glasgow Rangers                          | Glasgow Rangers | Celtic Glasgow | Celtic Glasgow |
| ---------------------------------------- | --- | --- | -------------- |
| Glasgow Rangers                          | \| Finale \| \| 4. August 1979 in Glasgow (Hampden Park) \| \| Ergebnis: 3:1 (2:0) \| \| Zuschauer: 40.609 \| \| Schiedsrichter: R.B. Ballantyne \| \| Spielbericht \|                                                              | \| Finale \| \| 4. August 1979 in Glasgow (Hampden Park) \| \| Ergebnis: 3:1 (2:0) \| \| Zuschauer: 40.609 \| \| Schiedsrichter: R.B. Ballantyne \| \| Spielbericht \|                                             | Celtic Glasgow |
| Glasgow Rangers                          | Peter McCloy – Alex Miller, Ally Dawson, Sandy Jardine , Colin Jackson – Bobby Russell (??. Derek Johnstone), Alex MacDonald, Davie Cooper (??. Gordon Smith), Kenny Watson – John MacDonald, Derek Parlane Cheftrainer: John Greig | Peter Latchford – Alan Sneddon, Danny McGrain , Roy Aitken, Roddie MacDonald – David Provan, Murdo MacLeod, Tommy Burns, Johnny Doyle – George McCluskey (??. Bobby Lennox), Tom McAdam Cheftrainer: Billy McNeill | Celtic Glasgow |
| Glasgow Rangers                          | 1:0 John MacDonald (13.) 2:0 Sandy Jardine (25.) 3:0 Davie Cooper (78.) | 3:1 Bobby Lennox (84.) | Celtic Glasgow |
| Finale                                   | | |                |
| 4. August 1979 in Glasgow (Hampden Park) | | |                |
| Ergebnis: 3:1 (2:0)                      | | |                |
| Zuschauer: 40.609                        | | |                |
| Schiedsrichter: R.B. Ballantyne          | | |                |
| Spielbericht                             | | |                |